# Frederic Edward Clements
Frederic Edward Clements (16 de septiembre de 1874, Lincoln - 26 de julio de 1945) fue un botánico, geobotánico, algólogo y micólogo estadounidense.

## Biografía
Era hijo de Ephraim G. Clements y de Mary Scoggin.
Obtiene su bachillerato en Ciencias en la "Universidad de Nebraska", en 1894, su Master of Arts en 1896, y su Ph. D. en 1898.
Se casa con Edit Schwartz el 30 de mayo de 1899.
De 1894 a 1906, es instructor y profesor de botánica en la Universidad de Nebraska, de 1906 a 1907, profesor de fisiología vegetal, de 1907 a 1917, profesor y director del departamento de botánica de la Universidad de Minnesota, y de 1917 a 1941, botánico estatal a cargo de las investigaciones ecológicas en el "Instituto Carnegie de Washington".
A partir de 1941, dirige el laboratorio de estudios ecológicos. Participa en los trabajos de la Oficina de Protección de Suelos, desde 1934.
Obtiene un doctorado honorífico en 1940.

## Obra
- con Nathan Roscoe Pound (1870-1964) The phytogeography of Nebraska (1898)
- Histogenesis of Caryophyllales (1899)
- Greek and Latin in Biological Nomenclature (1902)
- Herbaria Formationum Coloradensium (1902)
- Development and Structure of Vegetation (1904)
- Research Methods in Ecology (1905)
- Plant Physiology and Ecology (1907)
- Cryptogamae Formationum Coloradensium (1908)
- Minnesota Mushrooms (1910)
- con C. Otto Rosendahl (1875-1956) y con Frederic K. Butters (1878-1945), Minnesota Trees and Shrubs, An Illustrated Manual of the Native and Cultivated Woody Plants of the State (1912)
- con Edith Gertrude Clements (1877-1971) Rocky Mountain Flowers (1913)
- Plant Succession (1916)
- Plant Indicators (1920)
- Aeration and Air-Content (1921)
- con Harvey Monroe Hall (1874-1932), The Phylogenetic Method in Taxonomy (1923)
- con Frances Louise Long, Experimental pollination; an outline of the ecology of flowers and insects (1923)
- con John Ernest Weaver (1884-1966), Experimental Vegetation (1924) ;
- con Glenn Warren Goldsmith (1886-1943), The phytometer method in ecology; the plant and community as instruments (1924)
- Plant Succession and Indicators (1928)
- con Edith Clements, Flower Families and Ancestors (1928)

## Honores
Miembro de la American Association for the Advancement of Science, de la National Academy of Sciences, de la Botanical Society of America (donde fue vicepresidente en 1905, consejero de 1906 a 1910), y de otras numerosas sociedades científicas.

### Epónimos
Género
- (Crassulaceae) Clementsia Rose ex Britton & Rose[1]

Especies
- (Orchidaceae) Microtatorchis clementsii D.L.Jones & B.Gray[2]

## Fuente
- Allen G. Debus (dir.) (1968). World Who’s Who in Science. A Biographical Dictionary of Notable Scientists from Antiquity to the Present. Marquis-Who’s Who (Chicago) : xvi + 1855 p.

- La abreviatura «Clem.» se emplea para indicar a Frederic Edward Clements como autoridad en la descripción y clasificación científica de los vegetales.[3]